# サイドアンダーミラー

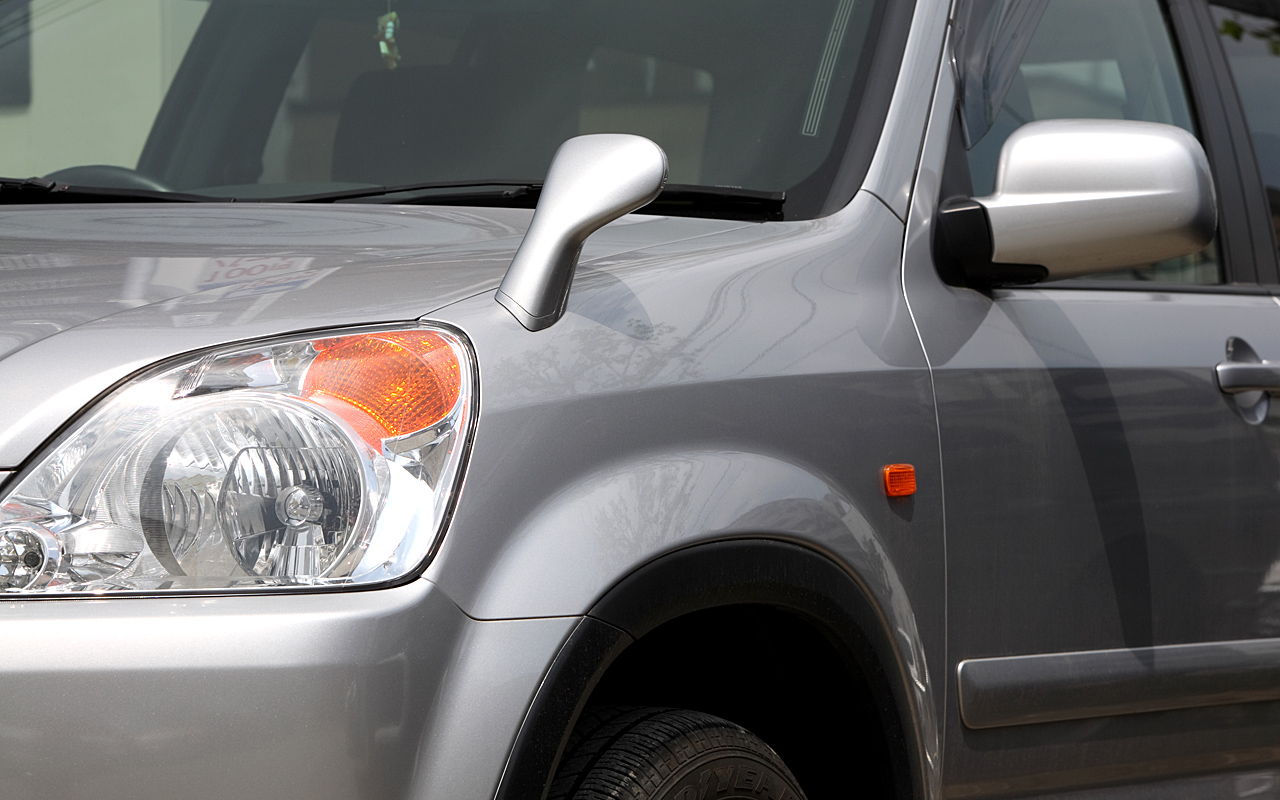
左フェンダー上の補助確認装置
ホンダ・CR-V

サイドアンダーミラー（Side Under Mirror ）とは、ライトトラック（ピックアップトラック）やスポーツ・ユーティリティ・ビークル（SUV）、ミニバンなどに装備される、補助確認装置としての鏡面である。
主に日本国内で販売される自動車にみられ、目視やバックミラーでも解消できない助手席側直近側方の死角を解消する補助鏡である。多くは助手席側のフロントフェンダーに装着される。

## 概要
国土交通省「道路運送車両の保安基準」（保安基準）に準拠する装備で、発進時、駐車時等の事故防止を目的とする。
2003年（平成15年）に、高さのあるボンネットを持つ乗用車及び小型トラック、中型トラックを対象とし、自動車の直前及び左側方、左ハンドル車については右側方の視界を、鏡等を用いることなどにより確保する「間接視界基準」が導入され、「自動車の前面及び左側面（左ハンドル車にあっては右側面）に接する高さ1 m、直径0.3 mの円柱（6歳児を模したもの）を直接に又は鏡、画像等により間接に視認できること」が基準要件とされた。国産車と輸入車ともに、新型生産車は2005年（平成17年）1月1日から、継続生産車は2007年（平成19年）1月1日から適用され、以降に生産されて日本国内で運行される自動車は、直視またはカメラやモニターなどの画像により「直前側方視界基準」を満たしていない場合、サイドアンダーミラーの取り付けが義務付けられるが、初期状態の鏡やカメラを条件を満たすものに交換することは可能である。基準以前の年式の車両は任意装着とされる。
大型トラックのサイドアンダーミラーは、1970年代の保安基準が根拠となっている（後述）。

## 補助確認装置の例
|  |  |  |

## 乗用車の装備仕様
キノコ様の形状からキノコミラー、トヨタ・ハイエースなどキャブオーバー型車種の一部はガッツポーズに見えることからガッツミラーなどとも俗称される。
日本国内で販売されたトヨタのSUVのように、2面鏡として側方と前方の両方が視認できる車種もある。日産・ムラーノ、日産・ジューク、日産・エルグランド（3代目）、マツダ・CX-7、ホンダ・CR-V（3代目）、ホンダ・クロスロード（2代目）、ホンダ・エリシオン（後期型）、トヨタ・エスティマ（3代目）、トヨタ・RAV4（3代目後期）、ハリアー（3代目）、トヨタ・カローラルミオン、ルノー・コレオスなどはドアミラーにサイドアンダーミラーを内蔵し、マツダ・CX-5はカーナビの有無の関わらず全車にアウターリアビューミラー内蔵型カメラとモニターを装備することで、それぞれ上述の保安基準を満たしてフェンダー上にサイドアンダーミラーを設けていない。ホンダの「プリズムアンダーミラー」はプリズムで左前輪付近を視認する。ランドクルーザー（200系・ZXグレード）、ムラーノ、CX-7、日産・エクストレイル、デュアリス（メーカーオプションのサイドブラインドモニター装着車）は、サイドカメラのモニターで視認する。日本国外仕向では、エクストレイル（初代）のマレーシア仕様、ヒュンダイ・テラカンの韓国仕様に装着されているケースがある。

## 歴史

### 大型トラックの規制
大型トラックの左折巻き込み事故が頻発した1970年代に対策の一環としてとられた措置で、1978年（昭和53年）に大型トラックに運輸省（当時）通達で義務付けられた。
1971年（昭和46年）5月に衆議院の交通安全特別委員会で、「大型貨物自動車の運転者席を低くすることによる他の車両および歩行者などの安全性を確保するうえにおける利害について検討し、早急に結論を得ること。」と決議されるが、大型車の左折時の巻き込み事故が続発し、1978年（昭和53年）に再び国会で問題となり、千葉大学教授田村稔の『左折時の事故を防ぐためには左運転台以外にない』とする案が国会で公表された。運輸省と自動車工業会は対策を検討したが、対象車種について自動車工業会は8トン（t）積み以上もしくは車両総重量が14トン以上、運輸省（当時）は5トン積み以上、車両総重量が8トン以上と、それぞれを主張して対立した。運輸省自動車局が1978年（昭和53年）10月4日に「大型貨物自動車の左折事故防止のための緊急措置について」を通達し、11月1日以降に生産される大型トラックについて以下を規定した。
1. サイドアンダーミラーの新設。
2. 歩行者、自転車の運転者等がより明確に視認できるための「補助方向指示器の新設」。
3. 歩行者等が車体の下へ巻き込まれないようにするための側面防護装置として「サイドガードの改善」。

1979年（昭和54年）3月15日に、使用過程にある大型車について、既存車として保安基準を改正して『暫定対策』と称した。以後、左折事故件数は若干減少した。補助確認装置について運輸省は「常にすべてを視認することは難しいし、それだけで100 %安全とは言い切れない。しかし常にすべてを視認する必要はなく、確認が必要な時は対応できるように装備されるべき」とした。

### SUVの規制
昭和末期からのバブル景気がもたらしたRVブームでSUVの販売台数が急増すると、車高が高い車種による左直近付近の子供巻き込み事故も増加した。1990年代前半に日本国内の自動車会社は、国内仕向の仕様に補助確認装置を装備した。2003年（平成15年）以降は、国土交通省の保安基準に準拠するものとされている。

## 直前側方視界基準（新車に適用する間接視界基準）

### 対象車種
軽自動車、小型自動車及び普通自動車（定員11名以上のもの及び車両総重量8トン以上または最大積載量5トン以上のものを除く）

### 適用期間
新型生産車：2005年（平成17年）1月1日以降に製作された自動車

継続生産車：2007年（平成19年）1月1日以降に製作された自動車

### 基準内容
1.要件
- 運転者が運転席に座ったとき、自動車の前面及び左側面（左ハンドル車にあっては右側面）に接する高さ1 m、直径0.3 mの円柱（6歳児を模したもの）を直接、または鏡、画像などにより間接に視認できること。

2.適用除外
- Aピラー（窓柱のうち車両最前にあるもの）及び室外後写鏡による一定の大きさ以下の死角。
- ワイパー、ステアリングホイールにより死角となる部分。

## 参考
国会
- 1978年(昭和53年)10月6日 衆議院会議録情報 第085回国会 予算委員会 第5号
- 1978年(昭和53年)10月8日 衆議院会議録情報 第085回国会 交通安全対策特別委員会 第2号
- 1978年(昭和53年)10月19日 衆議院会議録情報 第085回国会 地方行政委員会 第3号
- 1978年(昭和53年)10月20日 衆議院会議録情報 第085回国会 運輸委員会 第3号
- 1978年(昭和53年)12月11日 参議院会議録情報 第086回国会 交通安全対策特別委員会 第2号
- 1979年(昭和54年)4月26日 衆議院会議録情報 第087回国会 交通安全対策特別委員会 第5号
- 1979年(昭和54年)12月5日 衆議院会議録情報 第090回国会 交通安全対策特別委員会 第2号
- 1980年(昭和55年)4月17日 衆議院会議録情報 第091回国会 交通安全対策特別委員会 第7号
- 1981年(昭和56年)6月4日 衆議院会議録情報 第094回国会 交通安全対策特別委員会 第11号

道路運送車両の保安基準（国土交通省）
- 直前側方視界基準（新車に適用する間接視界基準）